# C/2023 A3 (Tsuchinshan–ATLAS)
C/2023 A3 (Tsuchinshan – ATLAS) é um cometa da nuvem de Oort descoberto pelo Observatório da Montanha Púrpura em 9 de janeiro de 2023 e encontrado independentemente pelo ATLAS África do Sul em 22 de fevereiro de 2023. O cometa passou pelo periélio a uma distância de 0,39 UA (58 milhões de km) em 27 de setembro de 2024, quando se tornou visível a olho nu.

## Histórico observacional

### Descoberta
O Sistema de Último Alerta de Impacto Terrestre de Asteroides (ATLAS), usando o telescópio refletor Schmidt de 0,5 m f/2 do Observatório Sutherland na África do Sul, detectou em imagens capturadas em 22 de fevereiro de 2023 o corpo celeste com magnitude estimada de 18,1, quando o cometa estava a cerca de 7,3 UA (1,09 bilhão de km) do Sol. Após os primeiros cálculos de órbita, percebeu-se que se tratava do mesmo objeto de magnitude 18,7 relatado ao Minor Planet Center pelo Observatório da Montanha Púrpura e que havia sido detectado em imagens obtidas em 9 de janeiro de 2023. O cometa foi inserido na lista de objetos aguardando confirmação, mas após nenhuma observação de acompanhamento ter sido relatada, foi removido em 30 de janeiro de 2023 e considerado perdido. Com base nas convenções de nomenclatura dos cometas, o objeto recebeu o nome de ambos os observatórios.
O corpo celeste foi posteriormente identificado em imagens tiradas pelo Zwicky Transient Facility (ZTF) no Observatório Palomar em 22 de dezembro de 2022, quando tinha uma magnitude de 19,2–19,6. Essas imagens também revelaram que ele tinha uma cabeleira muito condensada e uma pequena cauda retilínea de 10" de comprimento, indicando que era um cometa. Mais evidências de atividade cometária foram relatadas por Hidetaka Sato, M. Mattiazzo e Cristóvão Jacques.

### Rumo ao periélio

Uma sequência de imagens do cometa C/2023 A3 (Tsuchinshan–ATLAS) capturada em 10 de maio de 2024

Em janeiro de 2024, o cometa havia brilhado até uma magnitude aparente de 13,6 e, segundo Bob King, era visível através de telescópios de 15 polegadas com ampliação de 142 vezes. O cometa estava então se movendo pelas constelações de Libra e Virgo. No final de abril, ele havia brilhado até cerca de magnitude 10 e podia ser observado através de pequenos telescópios, mostrando uma cauda curta. O espectro do cometa em 31 de maio de 2024, quando o cometa estava a 2,33 UA do Sol, indicou uma forte emissão de cianeto e que o cometa está com baixo teor de carbono. O cometa tinha uma grande quantidade de poeira em relação ao gás.
Em maio e junho, a taxa de brilho do cometa diminuiu, com o cometa permanecendo entre magnitudes 10 e 11, enquanto uma cauda de poeira medindo de 5 a 15 minutos de arco de comprimento foi observada visualmente se estendendo para o leste. O astrônomo tcheco-americano Zdenek Sekanina sugeriu que isso indicaria que o núcleo do cometa estava se fragmentando, com a fragmentação começando no final de março, conforme indicado por um aumento na taxa de brilho e a subsequente diminuição na produção de poeira, a cauda de poeira em forma de lágrima estreita e mudanças não gravitacionais na órbita. Ele previu que o cometa se desintegraria antes do periélio. Observações do cometa com o telescópio robótico TRAPPIST indicaram que a produção de poeira havia atingido um mínimo em maio, quando o cometa estava próximo de um ângulo de fase de zero, e começou a aumentar novamente um mês depois, enquanto as taxas de produção de gás aumentaram lentamente durante esse período. Em meados de junho, o cometa entrou na constelação de Leo, no céu noturno. No início de julho, uma fraca cauda iônica medindo cerca de um grau e meio de comprimento foi observada fotograficamente. Após meados de julho, o cometa foi perdido no brilho do Sol até setembro. Em agosto, o cometa foi observado pela espaçonave STEREO e apresentou um brilho constante até uma magnitude aparente de 7.
O cometa foi recuperado por Terry Lovejoy no crepúsculo da manhã de 11 de setembro de 2024, quando estava localizado na constelação de Sextans, com uma magnitude de 5,5. A primeira observação a olho nu do cometa ocorreu em 23 de setembro, com o cometa tendo uma magnitude estimada de 3,3, enquanto sua cauda foi relatada como tendo 2,5 graus de comprimento quando observada com binóculos. Durante a última semana de setembro, ele foi visto no céu da madrugada, mais visível do Hemisfério Sul, e prevê-se que tenha brilhado até a segunda magnitude. O periélio ocorreu em 27 de setembro. Depois disso, ele se moveu novamente em conjunção com o Sol. Em 9 de outubro de 2024, o cometa esteve a 3,5 graus do Sol. Ele apareceu no céu vespertino por volta de 15 de outubro.

## Previsões de brilho
Após o anúncio da descoberta, estimou-se que o cometa atingiria uma magnitude total de +3 durante o periélio, assumindo uma magnitude absoluta (H) de 7 e 2.5n = 8, quando estará em baixa elongação solar. O brilho máximo pode ocorrer cerca de três semanas após o periélio, em meados de outubro, quando se estima que seja de quarta magnitude. Gideon van Buitenen estimou que o cometa atingirá uma magnitude de 0,9 durante o periélio e -0,2 no momento da aproximação mais próxima da Terra, assumindo H = 5,2 e 2.5n = 10, e se beneficiará dos efeitos da dispersão frontal da luz.
Dados revisados de junho de 2024 sugerem que o cometa vai brilhar até uma magnitude aparente de 2,2, assumindo H = 6 e 2.5n = 7,5, que é a taxa média de brilho de cometas de longo período no sistema solar interno. No entanto, espera-se que o cometa seja pelo menos uma magnitude mais brilhante devido aos efeitos da dispersão frontal, o que pode aumentar o brilho em várias magnitudes ao redor do pico do efeito em 9,8 de outubro de 2024. Mais cálculos do início de setembro indicam que, levando em conta a dispersão frontal, o cometa será mais brilhante que a magnitude 0 entre 5 e 13 de outubro e poderá atingir um pico de mais de -4 em 9,4 de outubro, quando se prevê que a dispersão frontal possa aumentar a magnitude do cometa em até 7 magnitudes.

## Órbita
O cometa tem uma órbita retrógrada, com uma inclinação de 139°. Seu periélio ocorrerá em 27 de setembro de 2024, a uma distância de 0,391 UA. O perigeu foi em 12 de outubro de 2024, a uma distância de 0,47 UA. O cometa não se aproxima dos planetas gigantes do Sistema Solar. A influência gravitacional do Sol sobre o objeto é tênue antes dele entrar na região planetária do Sistema Solar. Devido a perturbações planetárias, a órbita de saída terá uma excentricidade maior que a órbita de entrada e não está ligada ao Sol, pois é fracamente hiperbólica. Esta trajetória fracamente hiperbólica pode ou não resultar na ejeção do cometa do Sistema Solar. Espera-se que ele esteja a 200 UA do Sol no ano 2237.
| Data e hora da máxima aproximação    | Distância da Terra (UA)       | Distância do Sol (UA)         | Velocidade em relação à Terra (km/s) | Velocidade em relação ao Sol (km/s) | Região de incerteza (3-sigma) | Constelação | Iluminação da Lua | Referência |
| ------------------------------------ | ----------------------------- | ----------------------------- | ------------------------------------ | ----------------------------------- | ----------------------------- | ----------- | ----------------- | ---------- |
| 12 de outubro de 2024 15:18 ± 15 min | 0,472 UA (70,6 milhões de km) | 0,556 UA (83,2 milhões de km) | 80,5                                 | 56,5                                | ± 7 mil km                    | Virgem      | 70%               | Horizons   |

Posições do cometa C/2023 A3 no 2º semestre de 2024
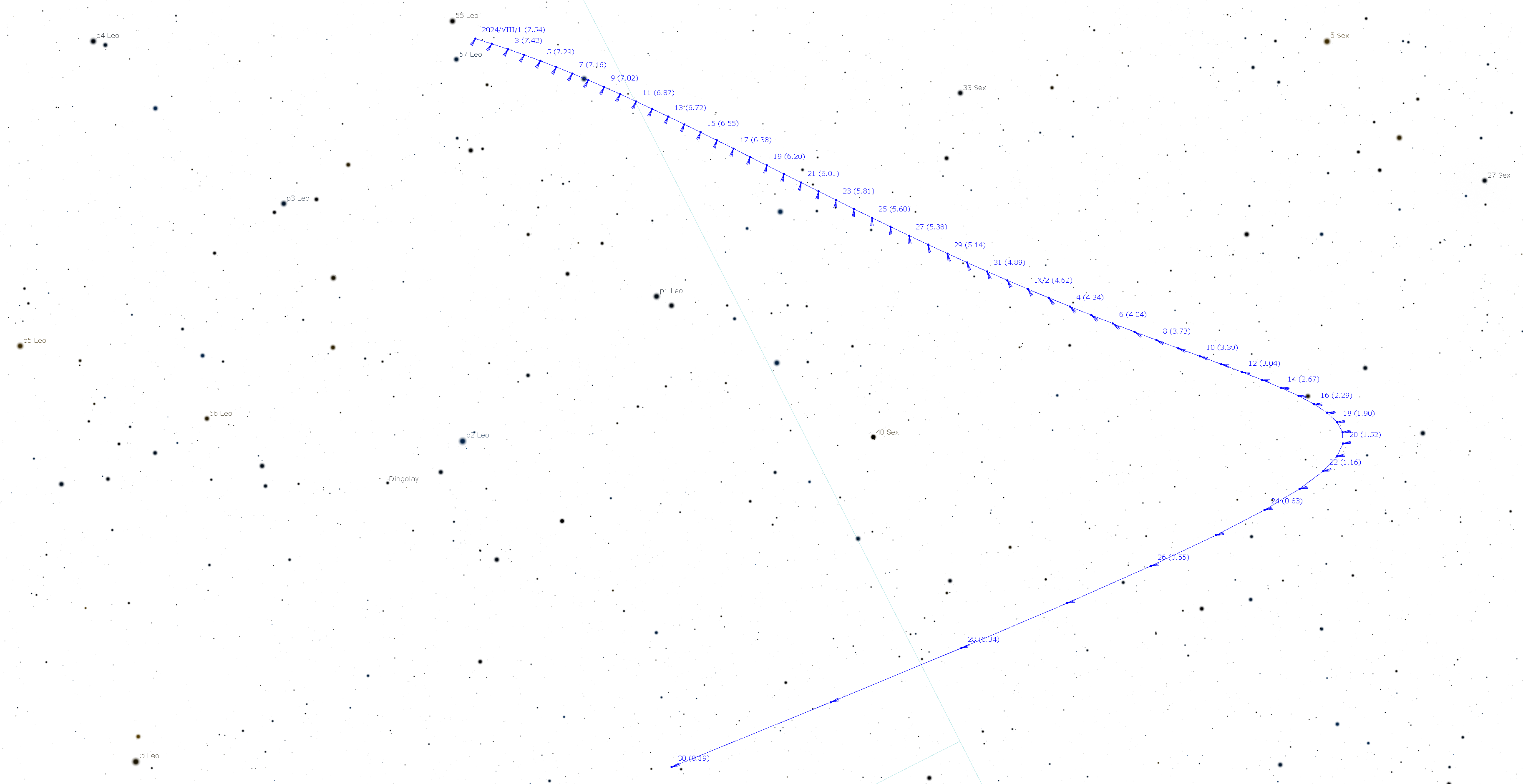
A posição do cometa C/2023 A3 em agosto e setembro de 2024 com as magnitudes aparentes esperadas. O cometa estará localizado na constelação de Leão (Leo) entre as duas estrelas 55 e 57 Leonis, cerca de seis graus ao sul da eclíptica, no início de agosto. Depois move-se em direção à constelação do Sextante. Com o aumento do brilho aparente, ele volta em direção à constelação de Leão na segunda quinzena de setembro, na latitude máxima da eclíptica meridional (pouco menos de 14 graus de arco).
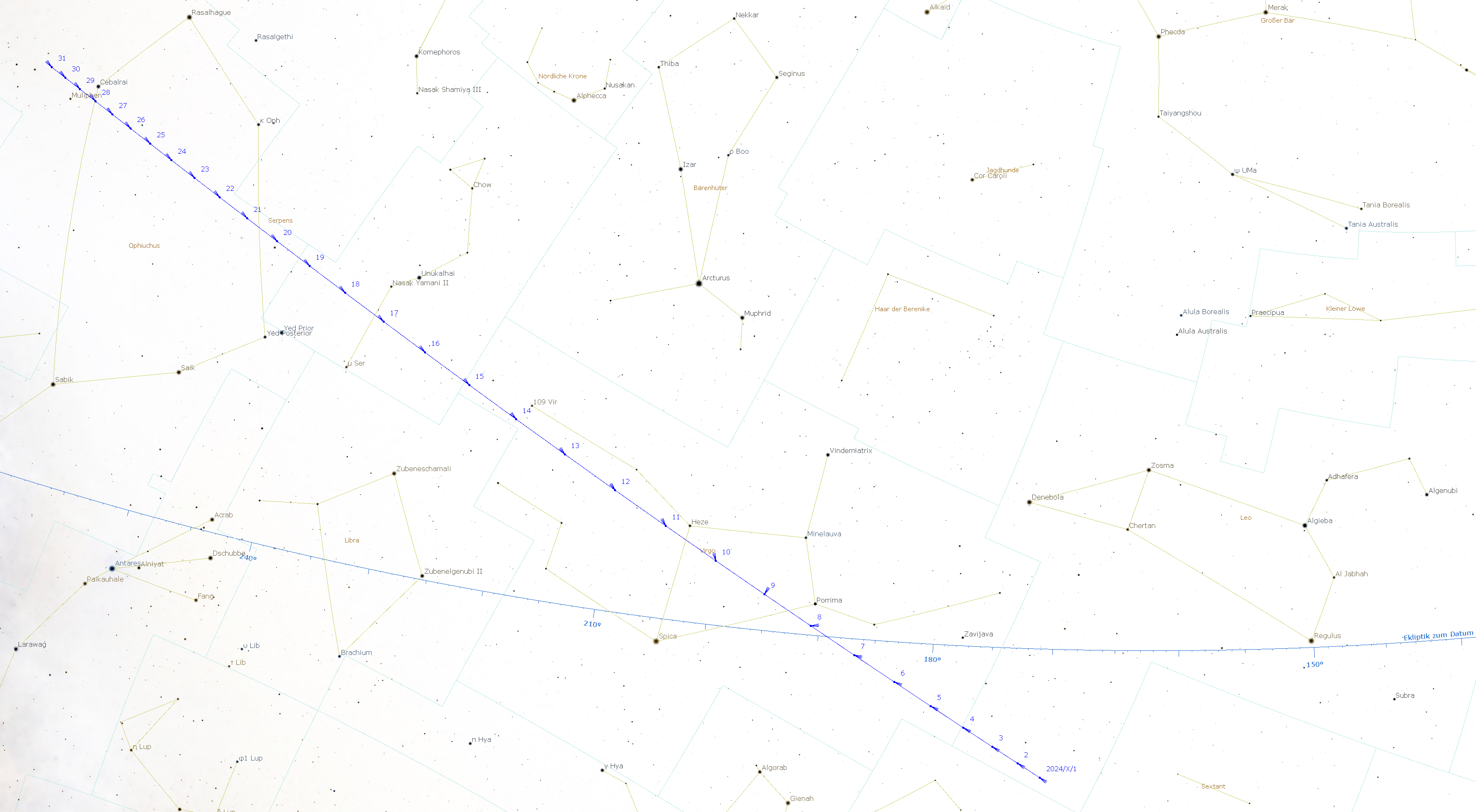
A posição do cometa C/2023 A3 em outubro de 2024. O cometa estará localizado no extremo sul da constelação de Leão, cerca de dez graus ao sul da eclíptica, e move-se na primeira metade do mês com brilho aparente decrescente através da constelação de Virgem. Em seguida, ele move-se para o extremo ocidental da constelação de Serpens Caput e depois atravessa a constelação de Ophiuchus. No final do mês, a cometa atinge uma latitude eclíptica norte de pouco mais de 27 graus de arco. Portanto, na segunda quinzena de outubro o cometa deverá estar bem visível no horizonte oeste após o pôr do Sol.